# محمد ميرغني
محمد ميرغني 1945 - ديسمبر 2023م فنان سوداني. اسمه عند الولادة ميرغني محمد ابنعوف مجذوب. ولد في امدرمان في حى السيد المكي
.

## عن حياته
محمد ميرغني هو ميرغني محمد أبن عوف مجدوب المطرب السوداني الشهير. ولد بحي السيد المكي بأمدرمان سنة 1945م، وبدأ دراسته الأولية بمدرسة شيخ أمين بجوار سينما الوطنية بالخرطوم بحري وأكمل تعليمه بمدارس الأحفاد بأمدرمان ومعهد التربية بشندي والذي تخرج منه مدرسًا، ومارس مهنة التدريس وتردد على عدد من المدارس حتى بلوغه سن المعاش سنة 2008م، أنا والأشواق للشاعر السر دوليب هي أول اغنياته الخاصة من ألحان حسن بابكر وقد أجيز بها صوته سنة 1965م في الإذاعة السودانية له أكثر من 200 أغنية خاصة للشعراء إسماعيل حسن ـ السردوليب ـ السر قدوور ـ صلاح محمد إبراهيم ـ مصطفى سند ـ التيجاني الحاج موسى وغيرهم. محمد ميرغنى اخ غير شقيق من ناحية الأم للشاعر والأديب السودانى الدبلوماسي محمد المكي إبراهيم .
توفي الفنان محمد ميرغني فجر يوم الثلاثاء 12 ديسمبر 2023 عن عمر ناهز الثمانية والسبعين بمدينة ودمدني عاصمة ولاية الجزيرة بعد معاناة مع المرض.

## شعراء تعامل معهم
السر دوليب و حسن الزبير